# Intersex Venezuela
Intersex Venezuela es una organización venezolana destinada a la defensa de los derechos de las personas intersexuales, siendo la primera agrupación LGBT del país en estar enfocada principalmente en dicho segmento de la población. Es integrante de la Asociación Internacional de Lesbianas, Gays, Bisexuales, Trans e Intersex (ILGA).

## Historia
La agrupación fue constituida oficialmente en diciembre de 2018 y desde el año siguiente la agrupación se convirtió en una de las organizaciones líderes en la defensa de las personas intersex en el Caribe.
Entre las acciones realizadas por Intersex Venezuela se encuentra la participación en manifestaciones a favor de la diversidad sexual en el país, como por ejemplo la realizada el 31 de enero de 2022 frente al Tribunal Supremo de Justicia (TSJ) para exigir la aprobación del matrimonio igualitario; en la ocasión también participaron la Fundación Reflejos de Venezuela, Alianza Lambda de Venezuela, Venezuela Diversa, País Plural, Caleidoscopio Humano, Ejército Emancipador, Divas de Venezuela, Género Conciencia y Somos Movimiento. También ha formado parte de declaraciones públicas solicitando una educación «libre de discriminación a favor de la tolerancia, diversidad e inclusión», como la realizada a la Universidad de Carabobo en marzo de 2023. Hacia finales de 2022 Intersex Venezuela había atendido a 125 personas.